# Goud-e-Zereh

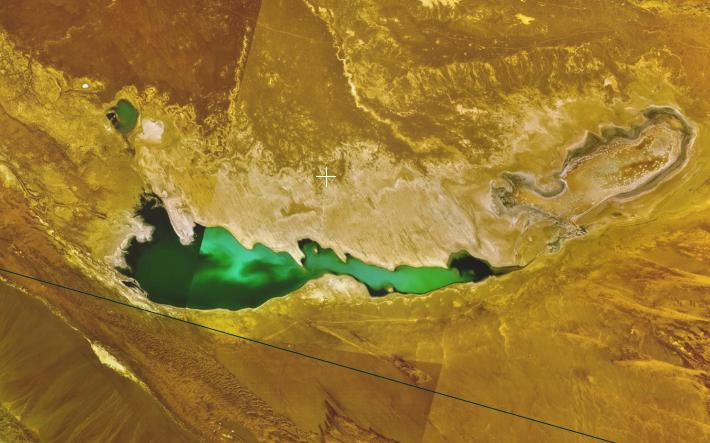
Goud-e-Zereh

Goud-e-Zereh is het zoutmeer dat het eindpunt vormt van de rivier de Helmand in Afghanistan.
Bovenstrooms van dit zoutmeer liggen drie meren of Hamouns, Hamoun-e-Puzak, Hamoun-e-Saberi en Hamoun-e-Hirmand. Het laatste stuk rivier vanaf deze meren is meestal droog, totdat ze alle drie volledig gevuld zijn. Dit komt ongeveer een keer in de 5 à 10 jaar voor. Als het meer volledig gevuld is, is het ongeveer 20 à 30 meter diep. Het water in dit meer verdwijnt voornamelijk door verdamping. De jaarlijkse verdamping in dit gebied is ongeveer 4 à 5 meter per jaar. Doordat het meer - indien gevuld - zo diep is, duurt het meerdere jaren voordat het zoutmeer is opgedroogd.
Het diepste punt van het meer heeft een niveau van 467 m boven zeeniveau. Als het meer geheel gevuld is heeft het oppervlak van 2417,5 km²